# Alma torturada
Alma torturada es una película dirigida por Magín Muria y Fructuós Gelabert y estrenada en 1917. El reparto provenía del teatro, así como la propia historia.